# Costa del Sol Occidental
Die Comarca Costa del Sol Occidental (Westliche Sonnenküste) ist eine der neun Comarcas in der Provinz Málaga. Sie wurde, wie alle Comarcas in der Autonomen Gemeinschaft Andalusien, mit Wirkung zum 28. März 2003 eingerichtet. Die Comarca hat allerdings lediglich die Funktion von Planungsregionen für den Tourismus und die Entwicklung sportlicher Einrichtungen.
Die sich im Westen der Provinz an der Mittelmeerküste entlangziehende Comarca umfasst 9 Gemeinden mit 573.545 Einwohnern (Stand 1. Januar 2019), also knapp ein Drittel der Provinzbevölkerung.

## Lage
| Serranía de Ronda | Sierra de las Nieves                        | Valle del Guadalhorce           |
| Provinz Cádiz     | Kompassrose, die auf Nachbargemeinden zeigt | Comarca Metropolitana de Málaga |
|                   | Mittelmeer                                  |                                 |

## Gemeinden
| Gemeinde                         | Einwohner (2024) | Fläche km² | Dichte Einw./km² | Cod INE | Postleitzahl        |
| -------------------------------- | ---------------- | ---------- | ---------------- | ------- | ------------------- |
| Benahavís                        | 9.077            | 145,45     | 62               | 29023   | 29678, 29679        |
| Benalmádena                      | 77.654           | 26,88      | 2.889            | 29025   | 29630, 29631, 29639 |
| Casares                          | 8.486            | 162,35     | 52               | 29041   | 29690               |
| Estepona                         | 78.413           | 137,50     | 570              | 29051   | 29680               |
| Fuengirola                       | 85.859           | 10,37      | 8.280            | 29054   | 29640               |
| Manilva                          | 18.099           | 35,58      | 509              | 29068   | 29691               |
| Marbella                         | 159.000          | 116,82     | 1.361            | 29069   | 29600               |
| Mijas                            | 93.302           | 148,80     | 627              | 29070   | 29649, 29650        |
| Torremolinos                     | 70.933           | 19,90      | 3.564            | 29901   | 29620               |
| Comarca Costa del Sol Occidental | 600.823          | 803,65     | 748              | –       | –                   |

## Nachweise
1. ↑  Instituto Nacional de Estadística Municipal Register of Spain
2. ↑  Orden de 14 de marzo de 2003, por la que se aprueba el mapa de comarcas de Andalucía a efectos de la planificación de la oferta turística y deportiva, Boletín Oficial de la Junta de Andalucía (Amtsblatt der Regierung von Andalusien), Nr. 59 vom 27. März 2003, S. 6248.